# Passaporte tailandês

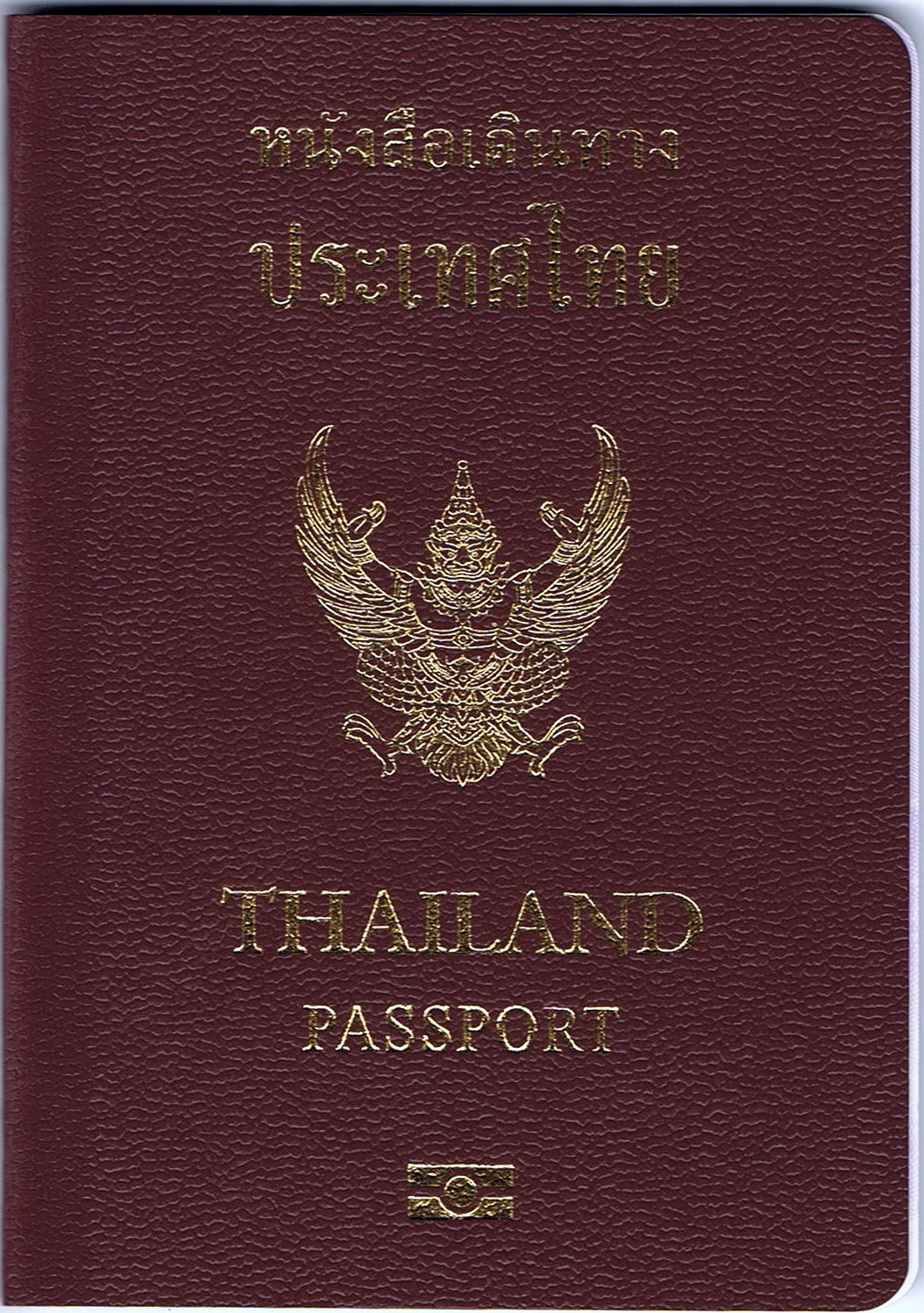
Um passaporte tailandês com biometria

O passaporte tailandês é o passaporte emitido a cidadãos e cidadãs da Tailândia pela Divisão de Passaportes do Departamento de Assuntos Consulares do Ministério das Relações Exteriores. Os passaportes tailandeses biométricos são emitidos desde agosto de 2005. Em 2019, a validade dos passaportes tailandeses foi aumentada de 5 anos para 10 anos.

## A aparência física
A capa de passaporte ordinário da Tailândia é vermelho escuro com o emblema do país estampado no centro. O passaporte oficial tem uma capa azul, o passaporte diplomático possui uma capa vermelha e o passaporte temporário uma cobertura verde. Todos os modelos têm a frase "หนังสือเดินทาง ประเทศไทย" (nangseu derntaang - Passaporte; ประเทศไทย Prathet Thai - Tailândia) acima do emblema nacional e as palavras Thailand - Passport abaixo dela. O símbolo biométrico está na parte inferior do passaporte. O passaporte contém 50 páginas.

### Página de informação sobre a identidade
A página de dados da última versão do passaporte biométrico Tailandês com endosso na página 3
O passaporte Tailandês inclui os seguintes dados:
- Fotografia do titular (Largura: 40mm, Altura: 60mm; Altura da cabeça (até ao topo do cabelo): 75%; Distância do topo da foto ao topo do cabelo: 10%)
- Tipo/รหัส ('P' para ordinário / 'O' para oficial / 'D' para diplomático)
- Código do país/ประเทศ ('THA' para Tailândia)
- Número do passaporte/หนังสือเดินทางเลขที่
- Apelido/นามสกุล
- Título/คำนำหน้าชื่อ ชื่อ (MR./MS./MRS./Nome do titular)
- Nome em Tailandês/ชื่อภาษาไทย (nome em caracteres étnicos - título, nome e apelido em Tailandês)
- Nacionalidade/สัญชาติ ('THAI')
- Número pessoal/เลขประจำตัวประชาชน (o mesmo que o do documento nacional de identidade Tailandês)
- Lugar de nascimento/สถานที่เกิด (províncias, Banguecoque ou outra província)
- Data de nascimento/วันเกิด (em formato DD-MMM-AAAA, como 14-DEZ-1989)
- Sexo/เพศ ('M' ou 'F')
- Data de emissão/วันที่ออก (em DD-MMM-AAAA)
- Data de validade/วันที่หมดอายุ (em DD-MMM-AAAA, cinco anos a partir da data de emissão)
- Autoridade/ออกให้โดย (Ministério dos Negócios Estrangeiros)
- Altura/ส่วนสูง (em metros)
- Assinatura do portador/ลายมือชื่อผู้ถือหนังสือเดินทาง (assinatura manuscrita ou impressão digital)
- Zona legível por máquina que começa por P<THA

### Nota
A nota de solicitação no interior de um passaporte dita:
The Minister of Foreign Affairs of Thailand hereby requests all whom it may concern to permit the citizen/national of the Kingdom of Thailand named herein to pass freely without delay or hindrance and to give all lawful aid and protection. This passport is valid for all countries and areas.
Esta informação é indicada unicamente em Inglês. Toda a restante informação está impressa em Tailandês e em Inglês.

## Tipos de passaporte tailandês
- Certificado de Identidade (CI) - emitido por um cidadão tailandês que teve um passaporte roubado, perdido ou danificado para o retorno de emergência para a Tailândia. (válido por 10 dias e expira quando o titular entra na Tailândia.);
- Documento de viagem para estrangeiros (tampa amarela) - Emitido para os cidadãos não-tailandeses que possuam um certificado de residência permanente na Tailândia para viajar para o exterior. O titular deste documento de viagem deve solicitar uma autorização de retorno antes de deixar a Tailândia. Um documento de viagem para estrangeiros não será emitido para e pessoa que possua um passaporte válido a partir de sua antiga nacionalidade;
- Passaporte temporário (capa verde escuro) - Emitido enquanto espera para obter um novo passaporte, enquanto no exterior e quando necessário para viajar para outros países. (Válido por 1 ano e obrigado a devolução quando o novo passaporte é recebido.);
- Hajj Passport - Emitido para os muçulmanos tailandeses para uma peregrinação de hajj a Meca. (Válido por 2 anos.);
- Passaporte ordinário (Maroon cover) - emitido para uma viagem comum, tais como férias e viagens de negócios. (válido por 5 anos);
- Passaporte oficial (tampa azul escuro) - Emitido para indivíduos que representam o governo tailandês ou um oficial do governo em missão oficial;
- Passaporte diplomático (vermelho da tampa) - Emitido a membros da família real tailandesa, funcionários do governo e correios diplomáticos.

## Custo do passaporte tailandês
O custo de valor do passaporte comum é de 1.000 baht tailandês, sendo que este valor também é o custo do passaporte oficial. O passaporte Hajj tem o custo de 400 Baht tailandês. O documento de viagem para estrangeiros é de 500 Baht tailandês, e o passaporte temporário custa 296 Baht tailandês.
Apenas o passaporte diplomático é gratuito.